# Henri Roessler
Henri Roessler (* 16. September 1910 in Lauterburg/Elsass; † 18. September 1978 in Plan-de-Cuques / Département Bouches-du-Rhône) war ein französischer Fußballspieler und -trainer.

## Als Spieler

### Vereinskarriere
Henri Roessler spielte in jungen Jahren bei der AS Strasbourg in seiner elsässischen Heimat als Verteidiger oder Außenläufer. Wann genau er dann nach Paris zu Red Star Olympique gewechselt ist, lässt sich nicht feststellen – möglicherweise erst nach Kriegsbeginn und Besetzung Frankreichs. Er gehörte jedenfalls 1940/41 an der Seite von Nationalspielern wie Julien Darui, Alfred Aston und Jules Vandooren zum Kader von Red Star, das in dieser Spielzeit Meister der Nordgruppe der Division 1 wurde, was aber nicht als offizieller Titelgewinn gilt. Ein Jahr später stand der knorrige, sachliche Spieler mit seinem Klub im Finale um den französischen Pokal gegen den FC Sète und trug mit einer soliden Leistung zum 2:0-Sieg bei. In diesem Jahr 1942 trug die französische Nationalmannschaft zwei Länderspiele aus, in denen auch Roessler eingesetzt wurde.
Nach einem Zwischenspiel bei AS Troyes-Savinienne folgte ein Jahr, in dem anstelle der Vereine Regionalauswahlmannschaften um Meistertitel und Pokal spielten; mit der Équipe Fédérale Reims-Champagne stand Henri Roessler 1944 im Endspiel um die Coupe de France, die darin gegen die ÉF Nancy-Lorraine allerdings chancenlos war. Anschließend holte ihn Henri Germain zu Stade de Reims, machte den 33-jährigen zusätzlich auch zum Trainer. Als nach Kriegsende und Befreiung wieder ein landesweiter, regulärer Profispielbetrieb aufgenommen werden konnte, trug Roessler zunächst in dieser Doppelfunktion zum Aufbau einer Mannschaft bei, die bald darauf zu den Spitzenclubs Europas gehören sollte. Von 1945 bis 1947 bestritt der Spielertrainer noch 46 Erstligabegegnungen, in denen er auch zwei Tore erzielte.

### Spielerstationen
- Association Sportive Strasbourg
- Red Star Olympique Paris (mindestens 1940–1942)
- Association Sportive Troyes-Savinienne (1942/43?)
- Équipe Fédérale Reims-Champagne (1943/44)
- Stade de Reims (1944 bis 1947, als Spielertrainer)

### In der Nationalmannschaft
Henri Roessler wurde, relativ spät in seiner Laufbahn, im März 1942 auch zweimal in die Équipe tricolore berufen; diese Begegnungen gegen die Schweiz und Spanien waren die einzigen offiziellen Länderspiele Frankreichs zwischen Januar 1940 und Dezember 1944, so dass weitere Nominierungen des bei Kriegsende fast 35-jährigen nicht zur Debatte standen.

## Als Trainer
Ab der Saison 1947/48 konzentrierte Henri Roessler sich ganz auf seine Fußballlehrertätigkeit und formte in den nächsten drei Jahren eine Mannschaft aus Spielern, die bereits während des Krieges mit ihm zusammen für Stade de Reims die Stiefel geschnürt hatten – namentlich Petitfils, Jonquet, Marche für die Abwehr sowie die Stürmer Albert Batteux, Flamion und Pierre Sinibaldi –, und die jährlich um Spieler ergänzt wurde, die in Roesslers Konzept eines angriffsfreudigen Fußballs auf Basis einer gut organisierten Defensive passten, darunter Jacowski, Bini, Penverne, Prouff, Méano, der Niederländer Bram Appel und als Nachfolger von Torhüter Jacques Favre Paul Sinibaldi. Roessler war, der Zeit entsprechend, ein autoritärer Trainer, der aber ein Auge für das passende Mannschaftsgefüge und auch im Umgang mit jüngeren Leuten ein gutes Händchen besaß. Acht seiner Reimser wurden in dieser Zeit zu Nationalspielern, und der Trainer führte den Erstliganeuling nach den Plätzen 4, 2 und 3 in der Saison 1948/49 zu dessen erstem Meistertitel sowie ein Jahr später auch zum Pokalsieg. Nebenbei war 1948 auch Reims’ zweite Mannschaft französischer Amateurmeister geworden.
1950 wechselte Roessler auf die Trainerbank von Olympique Marseille. Die Hafenstädter kamen allerdings trotz der Rückkehr des großen Larbi Ben Barek und der Torjägerqualitäten ihres Schweden Gunnar Andersson in den 1950ern nie über einen Mittelfeldplatz in der Division 1 hinaus. 1954 stand die Elf immerhin im Pokalendspiel; die Krönung durch einen weiteren Titelgewinn blieb ihr und ihrem Trainer aufgrund der 1:2-Niederlage gegen OGC Nizza dann allerdings versagt. Henri Roessler ist dennoch bis in die Gegenwart (Stand: 8. Januar 2012) derjenige Trainer, der während der größten Zahl von Pflichtspielen (152) in ununterbrochener Folge für Marseilles Mannschaft verantwortlich war.
1954/55 hat er die AS Aix trainiert. Später arbeitete er noch bei Racing Strasbourg. Die Provence hat den Elsässer aber nicht mehr losgelassen: er ließ sich später am nördlichen Marseiller Stadtrand nieder, wo er zwei Tage nach seinem 68. Geburtstag seinem Leben ein Ende setzte.

## Palmarès

### Als Spieler
- Französischer Meister: Fehlanzeige (aber 1941 Meister der Nordgruppe der Division 1 und 1947 Vizemeister)
- Französischer Pokalsieger: 1942 (und Finalist 1944)
- 2 A-Länderspiele

### Als Trainer
- Französischer Meister: 1949
- Französischer Pokalsieger: 1950 (und Finalist 1954)